# Трептение
Трептението е процес на изменение на състоянието на една система, който се повтаря в някаква степен с течение на времето. Най-често периодичните процеси са механични (трептение на струна, изменение плътността на въздуха при звукови вълни, разпространение на водни вълни и други) или електромагнитни (промяна на електрическия ток, напрежението и други). В зависимост от силите, които ги предизвикват, биват незатихващи, затихващи и принудени. Основните характеристики на трептенията са период, честота, амплитуда и фаза.
- Осцилация – вид периодично трептение около равновесно положение, например махало, тяло, окачено на пружина, променлив ток, светлина.
- Вибрация – механично трептение, с други думи трептение на твърди тела.

Въпреки това осцилация, вибрация и трептение могат да се използват като синоними.